# René Herbst (Designer)

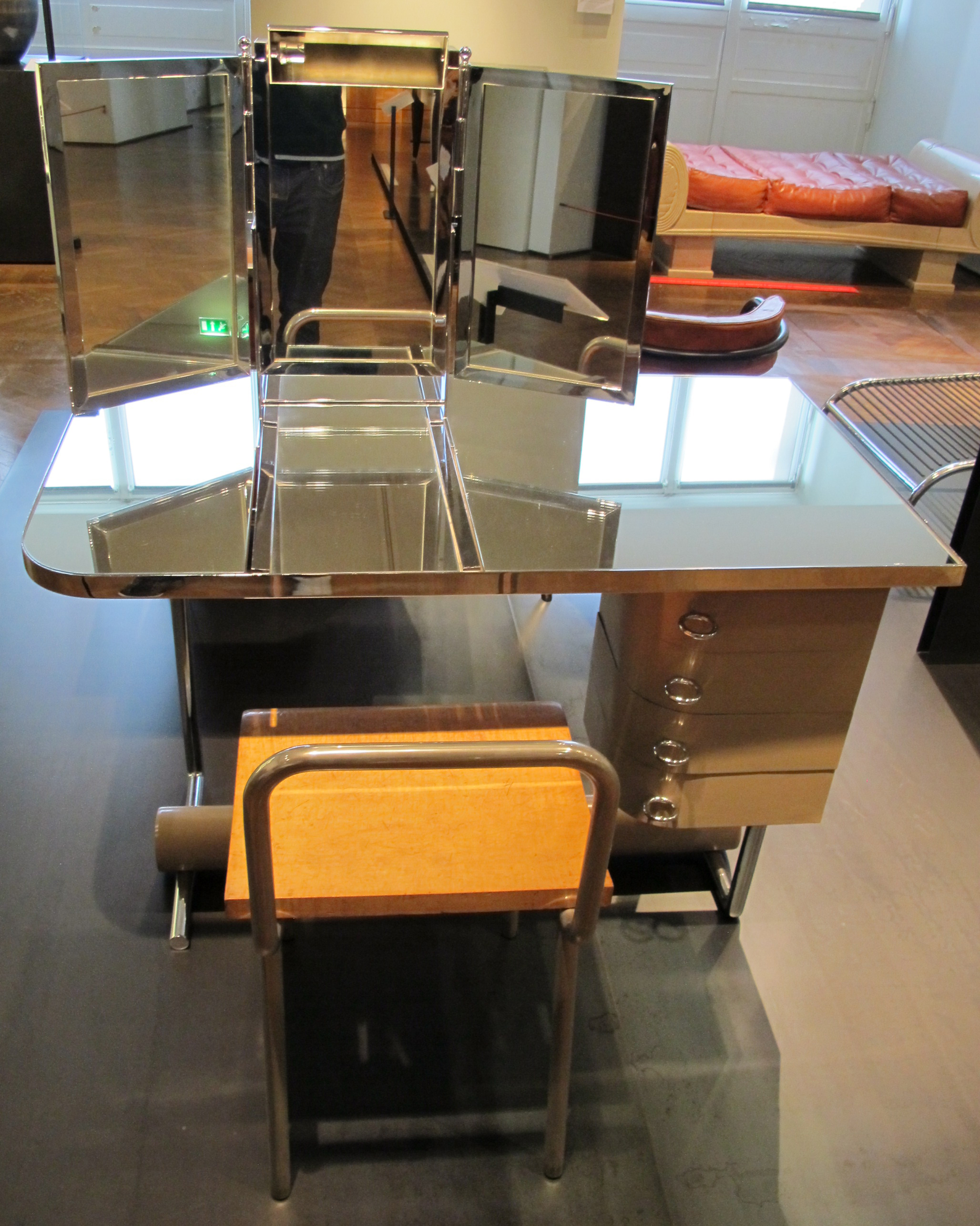
Coiffeuse de la princesse Aga Khan (1932), Musée des Arts Décoratifs, Paris

René Herbst (* 18. März 1891 in Paris; † 29. September 1982 ebenda) war ein französischer Designer und Innenarchitekt.

## Leben
René Herbst  war einer der führenden französischen Möbeldesigner und Innenarchitekten. Er studierte in London und Frankfurt und unternahm Studienreisen nach Russland und Italien. Als 1930 Le Corbusier und Jean Puiforcat die Union des Artistes Modernes (UAM) gründeten, war Herbst mit Robert Mallet-Stevens und Francis Jourdain eines der ersten Mitglieder. Diese Vereinigung war eine Gegenreaktion auf die dekorativen Exzesse des Art déco mit dem Ziel, die Ideale der Moderne durch Ausstellungen in den jährlichen Salons, auf denen die Künstler und Designer ihre Entwürfe zeigten, und durch Publikationen zu fördern. In den 1940er-Jahren wurden diese als Neue Sachlichkeit unter dem Titel Formes Utiles (Nützliche Formen) veranstaltet. Im Jahr 1945 übernahm Herbst den Vorsitz der UAM.

## Grundzüge seines Schaffens
In den 1920er-Jahren wurde René Herbst als „l’homme d’acier“ bezeichnet, was bedeutete, dass er Stahlmöbel entwarf. Er war einer der Ersten, der in den späten 1920er-Jahren mit dem neuen Möbelmaterial Stahlrohr experimentierte. René Herbst produzierte seine Möbelentwürfe in limitierter Auflage mit seiner eigenen Innenausstattungsfirma, den Etablissements René Herbst. Der Hochglanz des von Herbst verwendeten Stahlrohrs, z. B. bei dem 1928 entworfenen Armlehnstuhl mit Rahmen aus Flachstahl und gebogenem Stahlrohr, Rücken und Sitzpolster mit Stoff bezogen, verdeutlicht die arbeitsintensive Möbelproduktion. Diesen stehen Entwürfe mit Reduktion auf das Minimale gegenüber, so der zwischen 1928 und 1929 entworfene Sandows Chair bzw. das Fauteuil de repos. Diese Entwürfe gehören zu einer Reihe von Sitzmöbeln, bei denen er Gummi-Spanngurte („sandows“) benutzte. Die konstruktive Einfachheit und Transparenz verleihen diesen Stühlen ein minimalistisches Flair. Zu Herbsts bedeutenden und qualitativen Arbeiten zählt die Auftragsarbeit für Yvette Labrousse, die Begum Aga Khan.
Des Weiteren lieferte er den Entwurf für den Pavillon de la Publicité der Pariser Exposition Internationale des Arts et Techniques dans la Vie Moderne von 1937.

## Veröffentlichungen
- Jean Puiforcat, orfèvre, sculpteur, mit einem Vorwort von Paul Léon. Éditions Flammarion, Paris 1951